# Trailed by Three
Trailed by Three er en amerikansk stumfilm fra 1920 af Perry N. Vekroff.

## Medvirkende
- Stuart Holmes som Michael Casserly
- Frankie Mann som Jane Creighton
- Wilfred Lytell som Tom Carewe
- John Webb Dillion som Roscoe Trent
- John P. Wade som James Carewe
- William Welsh som Aboto
- Ruby Hoffman